# Toomas Tõniste
Toomas Tõniste (Tallinn, 26 aprile 1967) è un ex velista e politico estone, fino al 1991 sovietico.
Ha vinto due medaglie olimpiche, entrambe gareggiando con il fratello gemello Tõnu Tõniste. Per quanto riguarda la sua attività politica, dal 2007 al 2015 è stato membro del Riigikogu, il Parlamento dell'Estonia; mentre dal 2017 è Ministro delle Finanze.

## Palmarès

### Olimpiadi
- 2 medaglie:
  - 1 argento (Seul 1988 nella classe 470[1])
  - 1 bronzo (Barcellona 1992 nella classe 470[2])